# Ногайський степ
К:Картка на Геокарі: Виправити: Множинні параметри
Ногайський Степ — посушлива безліса рівнина, степ на сході Північного Кавказу в межиріччі Терека і Куми. Регіон розташований на територіях Ставропольського краю, північного Дагестана і Чеченської республіки Росії. Назва походить від етноніма ногайці, себто назви відомого тюркського народу, що населяв ці землі з часів Золотої Орди.
Рослинність ксерофітна і галофітна, часто — на піщаних ґрунтах.

## Клімат
Клімат Ногайського степу континентальний, посушливий, з кількістю річних опадів менше 300 мм. Середня температура найтеплішого періоду (квітень — жовтень) + 18-19 °C, холодного періоду (листопад — березень) від 0 до 2 °C. Абсолютний мінімум −33 °C (січень, лютий), максимум +42 °C (серпень). Літо спекотне, зима відрізняється мінімальною сумою опадів (у середньому близько 40 мм), через що сніговий покрив слабко виражений.

## Ґрунти
Для степу характерні лучно-каштанові і світло-каштанові ґрунти тій чи іншій мірі засоленості. В результаті дефляційних процесів часто зустрічаються переважно блюдцеподібні западини, зайняті озерами і солончаками. Окремі ділянки займають слабозакріплені піски.

## Гідрографія
Постійна річкова мережа відсутня. Ґрунтові води, хоча і лежать на невеликій глибині, засолені і для пиття непридатні. На території є джерела геотермальних вод. Землеробство тут можливо лише при штучному зрошенні. Для зрошення використовується вода з двох річкових систем, що відносяться до басейну внутрішнього стоку.

## Опустелювання
Ногайський степ — зона відгонного тваринництва. За радянських часів у Ногайському степу і сусідніх степових просторах на зимівлю щорічно переганяли або завозили на транспорті понад один мільйон голів дрібної і великої худоби з гірських районів Дагестана, а також Чечні, Інгушетії, Північної Осетії і Грузії.
У період «розвинутого соціалізму» почалося широке освоєння степів під їх цілорічне використання. В результаті нерозумної господарської практики виявилися знищеними в середній, сильній і дуже сильній важкості близько 70% всіх пасовищ регіону, а 25% земель виявилися засміченими шкідливими і отруйними для тварин травами.
Інтенсивно використовувалися під пасовища південні і південно-східні ділянки Ногайського степу з часом перетворилися на піщані пустелі. У минулому для зміцнення пісків тут проводилися посіви трав (піщаний овес тощо), Створювалися соснові, ялівцеві і тисові насадження, які в дуже невеликій кількості збереглися в південній частині степу. Зараз ці роботи закинуті.
Внаслідок опустелювання і господарської діяльності людини втраченими виявилися одна з візитних карток Ногайського степу — сайгаки.